# 名古屋港跳上橋
名古屋港跳上橋（なごやこう（みなと）はねあげばし）は、愛知県名古屋市港区の堀川河口部の西側に位置し、1980年（昭和55年）まで運行していた東海道本線の貨物支線（通称「名古屋港線」）の旧1・2号地間運河に架設された鉄道用の跳上橋である。旧1・2号地間運河可動橋、堀川可動橋とも称する。可動橋の第一人者である山本卯太郎の設計である。

## 概要
1909年（明治42年）に笹島駅と2号地の名古屋港駅を結ぶ臨港鉄道の東臨港線が開通した。それを1号地まで延伸する鉄道工事に伴って、1号地と2号地の間にあった運河での船舶の航行を可能にするよう、東神倉庫（現三井倉庫）の全額寄付によって建設された。1927年（昭和2年）の竣工で、日本では現存する最古の跳上橋である。当時は、頻繁に可動桁が昇降し、その下を船舶が行き来した。船舶の荷役作業もこの付近で行われ、蒸気機関車や貨物自動車が盛んに出入りした。その後、国内での輸送手段の変遷などにより、名古屋港駅以東が廃線となり、1987年（昭和62年）から可動部の桁を跳ね上げた状態で保存されている。1999年（平成11年）2月17日、国の登録有形文化財に登録される。2009年（平成21年）2月6日、経済産業省が認定する近代化産業遺産となる。2016年（平成28年）、土木学会選奨土木遺産に選ばれる。 
使用されなくなって20年余が過ぎた、2009年（平成21年）現在では、一部で枕木の脱落や橋桁のコンクリート剥離など損傷が目視で確認できる状態である。

### 構造
4連の桁により構成され、そのうち1径間が可動桁で、上部カウンターウエイト式である。カウンターウエイトの頂部は、鉄骨アームを介して鉄柱に連結され、可動桁が昇降しても、そのカウンターウエイトは常に直立するように装着されている。また、電動機の回転は、小歯車を経て、可動桁支点部にある大歯車に伝えられ、可動桁を昇降させる仕組みとなっている。隅田川駅跳上橋（東京都荒川区）などと同じメカニズムにより可動桁を昇降させる。

### 近代化への歩みと山本卯太郎
山本卯太郎は、名古屋高等工業学校（現在の名古屋工業大学）で橋梁技術などを学び、4年間渡米して、可動橋・閘門・起重機などの商港の荷役に必要な工事の設計、製作並びに施工法を研究した。名古屋港跳上橋の竣工時、東京の芝公園に居住し、独自に新技術を開発するなど、数学を用いて可動橋の複雑な構造を多面的に解析した。大正末期から昭和初期に多数の可動橋などを設計。日本独自の発展を遂げた可動橋分野に大きな足跡を残し、港湾の近代化に寄与した。満42歳で急逝してしまったが、その遺子は、のちに船舶を安全かつ効率的に導く水先人として活躍した。なお、山本卯太郎は自らの文献で、産業の合理化や都市計画の観点を次のように述べている。
これらを踏まえ、産業都市に具備すべき事項として、次のようなことを提言している。
さらに、前出の文献で、これらの提言について、次のような具体的な理由や現状を挙げている。
環状線の鉄道を建設することなどにより、貨物を安全かつ迅速に目的地に運ぶことができ、スピード時代に添うとしている。また、ラッシュアワーの混雑解消についても言及している。

### 港湾と跳上橋
1927年（昭和2年）11月発行の『土木建築工事画報』に、名古屋港跳上橋についての文献があり、工業地帯または港湾付近地の跳上橋について、鈴木雅次の談話として、次のように記されている。

## 諸元
- 橋長：63.4 メートル[1]
- 幅員：4.7 メートル[1]
- 可動部桁長：23.8 メートル
- 可動部支間長：19.6 メートル
- スパン割り：13.50 メートル + 2 × 13.45 メートル + 19.60 メートル
4 径間（内1 径間が可動桁）
- 可動部重量：40 トン
- 可動部上昇時間：66 秒
- 可動部下降時間：45 秒
- 可動部の昇降には、15 馬力の電動機を用いる。さらに、予備発動機も備える。
- 軌条連結用動力：3 馬力[6]
- 基礎：井筒式[6][注 13]
- 竣工：1927年（昭和2年）
- 工期：1926年（大正15年）10月 - 1927年（昭和2年）6月20日[6]
- 起業者：愛知県名古屋港務所[6][注 14]
- 管理：名古屋港管理組合[1]
- 設計製作：山本工務所（山本卯太郎）